# NGC 6903
NGC 6903 est une galaxie lenticulaire barrée située dans la constellation du Capricorne. Sa vitesse par rapport au fond diffus cosmologique est de 3 075 ± 28 km/s, ce qui correspond à une distance de Hubble de 45,4 ± 3,2 Mpc (∼148 millions d'al). NGC 6903 a été découverte par l'astronome britannique John Herschel en 1830.
À ce jour, deux mesures non basées sur le décalage vers le rouge (redshift) donnent une distance de 46,500 ± 2,828 Mpc (∼152 millions d'al), ce qui est à l'intérieur des valeurs de la distance de Hubble.